# Aleksander Wielki (film 1956)
Aleksander Wielki (ang. Alexander the Great) – amerykańsko-hiszpański film historyczny z 1956 roku.

## Opis fabuły
Aleksander Wielki (Richard Burton) to wojownik, dowódca wojsk, zdobywca i imperator – legenda. Obraz ukazuje jednego z najsłynniejszych władców Europy i Azji jako człowieka rozdartego pomiędzy skłóconymi rodzicami, królem macedońskim Filipem II i Olimpias (Danielle Darrieux) oraz szarpanego pragnieniem podboju świata. Aleksander musi odnaleźć w sobie siłę i odwagę by znaleźć i wybrać drogę do upragnionej nieśmiertelności.

## Główne role
- Richard Burton – Aleksander Wielki
- Fredric March – Filip II, król macedoński
- Claire Bloom – Barsine, kochanka Aleksandra
- Danielle Darrieux – Olimpias, żona Filipa II i matka Aleksandra
- Barry Jones – Arystoteles, nauczyciel Aleksandra
- Harry Andrews – Dariusz III, władca perski
- Stanley Baker – Attalus/Attalos
- Niall MacGinnis – Parmeniusz
- Peter Cushing – Memnon
- Michael Hordern – Demostenes
- Marisa de Leza – Eurydyka (pierwotnie Kleopatra), żona Filipa II
- Gustavo Rojo – Klejtus
- Rubén Rojo – Philotes
- Peter Wyngarde – Pauzaniasz, zabójca Filipa II